# Протести у Египту (2011)
Протести у Египту 2011. је назив за серију протеста, демонстрација, маршева, отказивања грађанске послушности, нереда и сукоба између демонстраната и полицијских снага која је отпочела у Египту 25. јануара 2011. године, на дан који се обележава као празник полиције. Протести су почели као маршеви десетина хиљада људи у Каиру да би се убрзо проширили на друге градове Египта. Иако су политички мотивисане демонстрације биле уобичајене у Египту и претходних година демонстрације с почетка 2011. године се одликују масовношћу и чињеницом да демонстранти потичу из најразличитијих социјалних и верских група. У питању су највећи протести од 1977. године и такозваних Побуне за хлеб, када је десетине хиљада људи протестовало против мера државе, мотивисаних притисцима Светске банке и Међународног монетарног фонда, да се обустави финансирање исхране за најсиромашније слојеве. 
Демонстрације и нереди сматрају се делом ширих дешавања, протеста који су крајем 2010. и почетком 2011. године захватили многе државе у арапском свету. Протести су започели недељу дана после нереда у Тунису, а многи демонстранти носили су тунишанске заставе као показатељ да су под утицајем ових дешавања, и смене на челу Туниса коју су они проузроковали. Демонстранти су исказали своје незадовољство у вези са великим бројем политичких, социјалних и економских питања: полицијска бруталност, корупција, спутавање слободе говора, висока стопа незапослености, недостатак слободних избора само су неки од проблема чије је решење захтевано на десетинама досадашњих протестних окупљања. Ипак, главни захтев је оставка египатског председника Хоснија Мубарака и успостављање новог режима који би, према захтевима демонстраната, одражавао политичку вољу египатског народа и обезбедио грађанске слободе и правну државу. 
У појединим градовима протести су имали изузетно насилан карактер, нарочито у Суецу, Александрији и Каиру, где је било више стотина мртвих и више хиљада повређених демонстраната и полицајаца. Протести су привукли велики међународну пажњу, а захтеви међународних чинилаца углавном се могу свести на захтев да се политичка ситуација разреши мирним путем. Велике штете претрпела је и египатска економија јер је у већем броју градова привредни живот привремено готово у потпуности обустављен а политичка несигурност изазвала је и негативне трендове у вези са Египтом на међународном финансијском тржишту. Египатски председник Мубарак поднео је оставку 11. фебруара 2011. године.